# Pseudocarcinus gigas
El cangrejo gigante de Tasmania (Pseudocarcinus gigas) también conocido como cangrejo rey de Tasmania, es una especie de crustáceo decápodo de la familia Menippidae que habita en fondos rocosos y fangosos  en el océano de Australia Meridional en cercanías de la isla de Tasmania. Es la única especie del género monotípico Pseudocarcinus.

## Hábitat
El cangrejo gigante de Tasmania vive en fondos rocosos y fangosos en el océano de Australia Meridional en el borde de la plataforma continental en profundidades de 20 a 820 metros. Es más abundante entre los 110 a 180 metros en el verano y entre 190 a 400 metros en invierno. Los movimientos estacionales generalmente se deben a los cambios en la temperatura del agua, ya que prefiere estar entre 12 a 14 °C. La especie en general vive en aguas con temperaturas entre 10 a 18 °C.

## Descripción

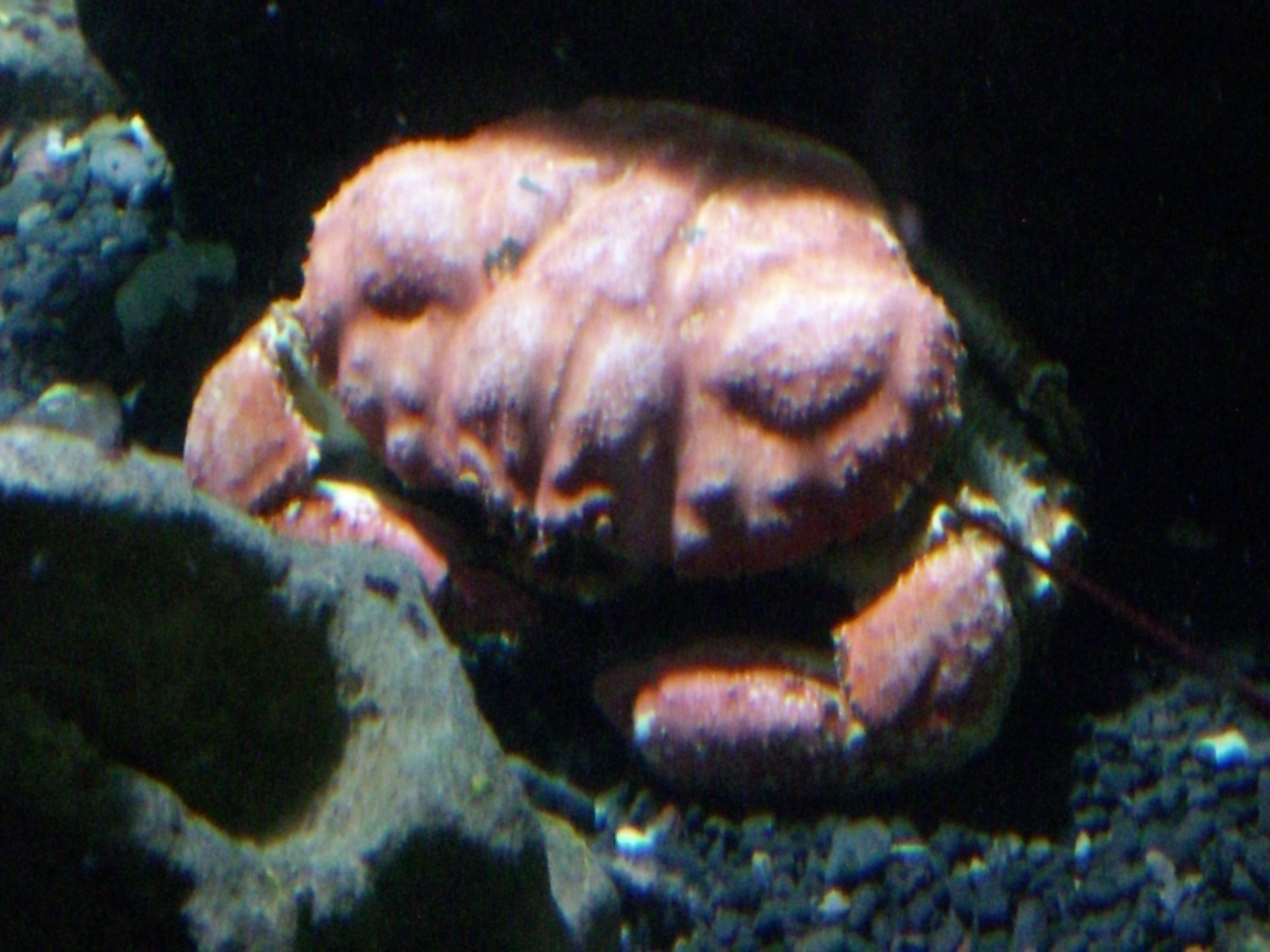
Cangrejo gigante de Tasmania en el Acuario de Sídney.

El cangrejo gigante de Tasmania es uno de los cangrejos más grandes del mundo, alcanzando una masa de 13 kilogramos y un ancho del caparazón de hasta 46 centímetros. Los machos llegan a ser más del doble de grandes que las hembras. Este cangrejo es principalmente blanquecino debajo y rojo arriba; las puntas de las pinzas son negras. Los caparazones de las hembras cambian de color cuando producen huevos.

## Comportamiento
El cangrejo gigante de Tasmania se alimenta de carroña y especies de movimiento lento, incluyendo gasterópodos, crustáceos y estrellas de mar. Estos cangrejos también suelen ser caníbales. Se reproducen en junio y julio, y la hembra lleva unos 0,5 a 2 millones de huevos durante unos cuatro meses.

## Pesquería
El cangrejo gigante de Tasmania ha sido pescado comercialmente en aguas de Tasmania desde 1992 y en 1993 se estableció un tamaño mínimo permitido para su captura. Debido a la preocupación por la sustentabilidad del número de capturas, el total admisible de capturas se ajustó en 2004 a 62,1 toneladas por año. Veinticinco operadores compitieron por la captura en 2005, la captura total fue valorada en aproximadamente 2 millones de dólares australianos. El cangrejo gigante de Tasmania tiene una vida muy larga y es de crecimiento lento, lo que lo hace vulnerable a la sobrepesca. Antes de su exportación, a veces se los mantiene vivos en tanques con agua que es 10-14 °C.